# Амблар
Амблар (итал. Amblar) је насеље у Италији у округу Тренто, региону Трентино-Јужни Тирол.
Према процени из 2011. у насељу је живело 204 становника. Насеље се налази на надморској висини од 992 м.

## Становништво
Према резултатима пописа становништва 2011. у општини је живело 229 становника.
| 1931. | 1936. | 1951. | 1961. | 1971. | 1981. | 1991. | 2001. | 2011. |
| ----- | ----- | ----- | ----- | ----- | ----- | ----- | ----- | ----- |
| 280   | 262   | 267   | 238   | 228   | 197   | 219   | 213   | 229   |